# Andrew Bargsted
Andrew Bargsted (Providencia, Chile, 6 de diciembre de 1993) es un actor chileno de cine, teatro y televisión. Hizo su debut actoral en 2015 en el cortometraje Locas perdidas de Ignacio Juricic y posteriormente en cine en la película Nunca vas a estar solo de Álex Anwandter. Es conocido por su participación en las series Wena profe (2017), Bichos raros (2018) y las películas Mala junta (2016) y Mis hermanos sueñan despiertos (2021).

## Primeros años
Nacido en la comuna de Providencia en Santiago de Chile y criado en Maipú, vivía con su madre y una hermana mayor hasta los 24 años, cuando trasladó su residencia a la comuna de Ñuñoa para vivir con unos amigos. Interesado en estudiar Literatura o Psicología, no fue hasta los 17 años que descubrió su amor por el teatro, ingresando a estudiar a la Escuela de Teatro de la Universidad de Chile.

## Carrera
Andrew debutó en la ficción en 2015 como parte del cortometraje Locas perdidas de Ignacio Juricic, en donde interpretó a un joven transformista que es descubierto por la policía, en un período donde la homosexualidad era considerada prohibida.
En 2016, Bargsted hizo su debut en largometrajes en la película Nunca vas a estar solo de Álex Anwandter y posteriormente en la cinta Mala junta de Claudia Huaiquimilla, interpretando en ambos papeles a jóvenes de origen humilde y maltratados por la sociedad.
En 2017 alcanzó gran popularidad al debutar en la televisión en la telenovela Wena profe, donde interpreta a Ignacio Castro, un estudiante de clase media cuyos padres trabajan en la Vega Central, y la serie de televisión Ramona, emitida por Televisión Nacional de Chile y dirigida por Andrés Wood. En 2018 coprotagonizó la serie Bichos raros, interpretando a un joven que vende drogas en su liceo, y participó en la película Marilyn de Martín Rodríguez Redondo. Su trabajo le valió su primer premio en la tercera edición de los Premios Caleuche, como actor revelación.
En 2019 fue parte del elenco de la película Algunas bestias, donde compartió escena con actores como Alfredo Castro, Paulina García y Gastón Salgado, mientras que en 2021 participó en la cinta Mis hermanos sueñan despiertos e interpretó al músico chileno Claudio Narea en la serie de televisión Los Prisioneros, basada en la historia del grupo musical del mismo nombre.
En 2022 se anunció que Bargsted protagonizará la película Ardiente Paciencia, primera cinta original de Netflix hecha en Chile, basada en la exitosa novela homónima de Antonio Skármeta y que será producida por Fábula de Pablo Larraín, que contará la historia de Mario, un joven pescador que sueña con ser poeta y convertirse en el cartero de Pablo Neruda.

## Filmografía

### Cine
| Año  | Título                         | Rol                | Director(a)               |
| ---- | ------------------------------ | ------------------ | ------------------------- |
| 2016 | Nunca vas a estar solo         | Pablo              | Álex Anwandter            |
| 2016 | Mala junta                     | Tano               | Claudia Huaiquimilla      |
| 2018 | Marilyn                        | Federico           | Martín Rodríguez Redondo  |
| 2019 | Algunas bestias                | Máximo             | Jorge Riquelme Serrano    |
| 2020 | Folil                          | Nahuel             | Ignacio Montenegro Bralic |
| 2021 | Mis hermanos sueñan despiertos | Jaime              | Claudia Huaiquimilla      |
| 2022 | Ardiente paciencia             | Mario              | Rodrigo Sepúlveda         |
| 2023 | Penal Cordillera               | Gendarme Navarrete | Felipe Carmona            |

### Televisión
| Año  | Título                                 | Rol                 | Notas                  |
| ---- | -------------------------------------- | ------------------- | ---------------------- |
| 2017 | Una historia necesaria                 | Vladimir Recabarren |                        |
| 2017 | Wena profe                             | Ignacio Castro      |                        |
| 2017 | Ramona                                 | Sergio              | Miniserie, 1 episodio  |
| 2018 | Bichos raros                           | Pablo               |                        |
| 2018 | La cacería: las niñas de Alto Hospicio | Pedro (joven)       | Miniserie, 2 episodios |
| 2019 | Héroes invisibles                      | Eduardo             | 6 episodios            |
| 2021 | Los Prisioneros                        | Claudio Narea       | 8 episodios            |
| 2022 | Hasta encontrarte                      | Iván Calfú          |                        |
| 2023 | Como la vida misma                     | Bruno Aguilera      |                        |
| 2025 | Aguas de oro                           | Braulio Soto        |                        |

### Cortometrajes
- 2015: Verano del 98
- 2015: Locas Perdidas
- 2017: Ellos
- 2018: Rapaz
- 2018: Lettres à Casablanca
- 2020: Yun

## Vídeos musicales
| Año  | Título  | Artista          | Dirección            |
| ---- | ------- | ---------------- | -------------------- |
| 2017 | Isidora | Denise Rosenthal | Claudia Huaiquimilla |

## Premios y nominaciones
| Año  | Premio                                    | Categoría                      | Trabajo                        | Resultado | Ref(s) |
| ---- | ----------------------------------------- | ------------------------------ | ------------------------------ | --------- | ------ |
| 2017 | Festival de Cine de las Alturas           | Mejor intérprete masculino     | Mala junta                     | Ganador   | [ 13 ] |
| 2017 | Festival Audiovisual Bariloche            | Mejor actor/actriz protagónico | Mala junta                     | Ganador   | [ 14 ] |
| 2017 | Festival de Cine Chileno                  | Mejor actor protagónico        | Mala junta                     | Ganador   | [ 15 ] |
| 2018 | Premios Caleuche                          | Mejor actor protagónico - Cine | Mala junta                     | Nominado  | [ 16 ] |
| 2018 | Premios Caleuche                          | Premio revelación              | Andrew Bargsted                | Ganador   | [ 1 ]  |
| 2020 | Festival Internacional de Cine de Iquique | Mejor actor                    | Folil                          | Ganador   | [ 17 ] |
| 2021 | Premio Pedro Sienna                       | Mejor actor secundario         | Mis hermanos sueñan despiertos | Ganador   | [ 18 ] |
| 2022 | Premios Caleuche                          | Mejor actor de soporte - Cine  | Mis hermanos sueñan despiertos | Nominado  | [ 19 ] |
| 2024 | Premios Caleuche                          | Mejor actor protagónico        | Ardiente paciencia             | Nominado  | [ 20 ] |
| 2024 | Premios Caleuche                          | Mejor actor de soporte         | Como la vida misma             | Nominado  | [ 20 ] |
| 2025 | Premios Caleuche                          | Mejor actor de soporte - Cine  | Penal Cordillera               | Nominado  | [ 21 ] |